# Чемпионат мира по русским шашкам среди компьютерных программ 2008
I чемпионат мира по русским шашкам среди компьютерных программ проходил 20-21 января 2008 года в Москве. Турнир был организован FMJD (Всемирной федерацией шашек) и включён в официальный календарь турниров на 2008 год.
«Чемпион мира» — Торнадо и её разработчик — Михаил Глизерин (Йошкар-Ола, Россия). Торнадо в дополнительном матче переиграла со счётом 5:3 Kallisto (разработчик — Игорь Коршунов, Гомель, Беларусь), неофициального чемпиона Европы.
Замкнула тройку единственная программа, не познавшая поражений — Скифи (разработчик Сергей Нефедов, С.-Петербург, Россия).
Далее места распределились следующим образом:
4 место, уступив Скифи по коэффициенту, заняла Тундра, «единственная программа, выполнившая норматив гроссмейстера России», как подчеркивают её разработчики Антон Шевченко и Виталий Камынин (Москва, Россия).
5 место — Аврора (разработчик Александр Свирин, Якутск, Россия).
6 место — KestoG (разработчик Кестутис Гасаитис, Литва).
7 место — Plus600 (разработчик — Сергей Старцев, Москва, Россия).
Как отметил организатор чемпионата, вице-президент Секции 64 FMJD Александр Кандауров, чемпион мира 1985 года,

Интрига была закручена до предела. Достаточно сказать, что по воле жребия претенденты на звание чемпиона встречались в последнем туре. Первую партию неожиданно легко выиграла Торнадо. Казалось вопрос о чемпионстве решён… Но во второй партии в ничейной позиции 7 на 7 Торнадо не смогла защититься. Видимо и программы умеют волноваться. Результативность чемпионата достигла 31 %, 26 результативных партий из 84.